# Eopaijenborchella malaiensis
Eopaijenborchella malaiensis is een mosselkreeftjessoort uit de familie van de Cytheridae. De wetenschappelijke naam van de soort is voor het eerst geldig gepubliceerd in 1962 door Ruggieri.